# Шапран Павло Романович
Павло Романович Шапран (1914, село Гоголеве Полтавської губернії, тепер селище Великобагачанського району Полтавської області — 23 березня 1984, місто Житомир) — український радянський діяч, 2-й секретар Житомирського обкому КПУ. Депутат Верховної Ради УРСР 4—6-го скликань.

## Біографія
Народився в селянській родині. З 1930 по 1933 рік — на вчительській та комсомольській роботі, потім працював журналістом.
У 1935—1938 роках — студент Харківського інституту журналістики.
У 1938—1946 роках — у Червоній армії. Член ВКП(б) з 1941 року.
Учасник німецько-радянської війни з 1941 року. Служив помічником начальника політичного відділу із комсомолу ВПС 34-ї армії та 243-го штурмового авіаційного полку; з грудня 1942 року — заступником командира із політичної частини авіаційної ескадрильї 74-го штурмового авіаційного полку 6-ї повітряної армії Північно-Західного фронту; з 1943 року — заступником командира із політичної частини 33-го штурмового авіаційного полку 6-ї повітряної армії Північно-Західного та 1-го Білоруського фронтів; з січня 1945 року — заступником командира із політичної частини 6-го окремого полку зв'язку ВПС фронту Війська Польського.
У 1946 — березні 1948 року — 2-й секретар, 1-й секретар Борзнянського районного комітету КП(б)У Чернігівської області.
У березні 1948 — січні 1950 року — секретар Чернігівського обласного комітету КП(б)У з кадрів.
З січня 1950 по квітень 1953 року — заступник міністра та начальник політичного сектору Міністерства сільського господарства Української РСР.
З липня (затв.) по грудень 1953 року — заступник міністра та начальник політичного сектору Міністерства сільського господарства і заготівель Української РСР.
У січні 1954 — січні 1963 року — 2-й секретар Житомирського обласного комітету КПУ.
15 січня — квітень 1963 року — секретар Житомирського сільського обласного комітету КПУ з ідеології — завідувач ідеологічного відділу Житомирського сільського обласного комітету КПУ.
У квітні 1963 — грудні 1964 року — 2-й секретар Житомирського сільського обласного комітету КПУ.
У грудні 1964 — березні 1969 року — заступник голови виконавчого комітету Житомирської обласної ради депутатів трудящих.
З березня 1969 — персональний пенсіонер союзного значення у місті Житомирі. Помер після тривалої хвороби.

## Звання
- капітан
- гвардії майор

## Нагороди
- орден Леніна (26.02.1958)
- орден «Знак Пошани»
- орден Червоної Зірки (20.03.1943)
- орден Вітчизняної війни ІІ-го ст. (19.07.1945)
- медалі